# Jaciments mesolítics i paleolítics de l'Alt Urgell
L'Alt Urgell és una comarca de Catalunya localitzada als Pirineus i que forma part de la província de Lleida.

## Llistat de jaciments
| Nom                            | Municipi      | Descripció | Troballes |
| ------------------------------ | ------------- | --- | --- |
| Campabadal                     | Basella       | Es tracta de un jaciment a l'aire lliure encara no excavat amb diverses ocupacions al llarg de la història, amb una cronologia inicial del 33 000 ane i situat a una finca privada de Campabadal, al costat del riu Segre.                                                                                     | |
| La Fita                        | Coll de Nargó | El jaciment va ser descobert durant la realització de la Carta Arqueològica de l'Alt Urgell. Consisteix en una sèrie de fragments lítics en superfície. | Fragments lítics en superfície possiblement relacionats amb les restes dels dòlmens propers. |
| Camí dels Obacs de Cal Tonillo | Peramola      | Tipificat com lloc d'habitació, la cronologia s'ha establert entre el 600 000 i el 120 000. | Dues roques tallades de gran mida |
| Costa del Rumbau               | Peramola      | El jaciment de La Costa del Rumbau es troba a una zona de talussos a la Roca de Rumbau. En tota aquesta àrea, es va constar la presència de indústria lítica en superfície, tallada sobre còdol, malgrat no trobar-se aquesta zona afectada per les terrasses fluvials quaternàries del Segre.                 | Les troballes, totes en superfície, consten de una sèrie de objectes de indústria lítica, tallada sobre còdol. |
| Taller de Indústria de Lo Boix | Peramola      | Situat a una explotació agropecuària del municipi de Peramola (Alt Urgell) i datat al paleolític inferior mig (120 000 – 50 000 ane), el jaciment consisteix en un conjunt d'indústriasobre còdol situat a una terrassa quaternària del Segre. Se interpreta com un centre de producció i d'explotació lítica. | La indústria que es troba és de tipus microlític, concretament, choppers, chooping-tools i bifacials, així com un gran nombre de destrals i fragments de destrals polides, però no formen concentracions clares. |
| Tossal de Cortiuda             | Peramola      | Lloc d'habitació sense estructures. | A nivell de ceràmica, un mugró, 2 fragments d'acanalats, un fragment de nansa i un fragment informe amb cordó. Quant a indústria lítica, tenim peces paleolítiques en còdol i ndústria lítica sobre sílex, destacant la presència de micròlits sobre fragments de làmina.                                                                             |
| La Vinya del Taulé             | Peramola      | Jaciment arqueològic, també conegut com Terraplè del Felip, localitzat en uns camps de conreu de cereal i vinya, en plena explotació agropecuària, sobre una poc densa terrassa fluvial del Segre. | S'hi ha recollit en superfície macroindústria lítica sobre còdols tallats en forma de Choopers, Chooping-tools i bifacials sobre roques dures locals de la mateixa terrassa fluvial entre les que són habituals la corneana o cornubianita. El material aflora en superfície periòdicament per les remocions de terra degudes a les feines agrícoles. |
| La Vinya                       | Peramola      | Es tracta d'un jaciment paleolític a l'aire lliure, situat sobre una de les terrasses del riu Segre, a uns camps plantats de vinya d'una exploració agropecuària. | A la zona aparegueren còdols tallats i asclats que reprodueixen les morfologies característiques del Paleolític Inferior i Mitjà. |